# ذخایر استراتژیک جهانی نفت

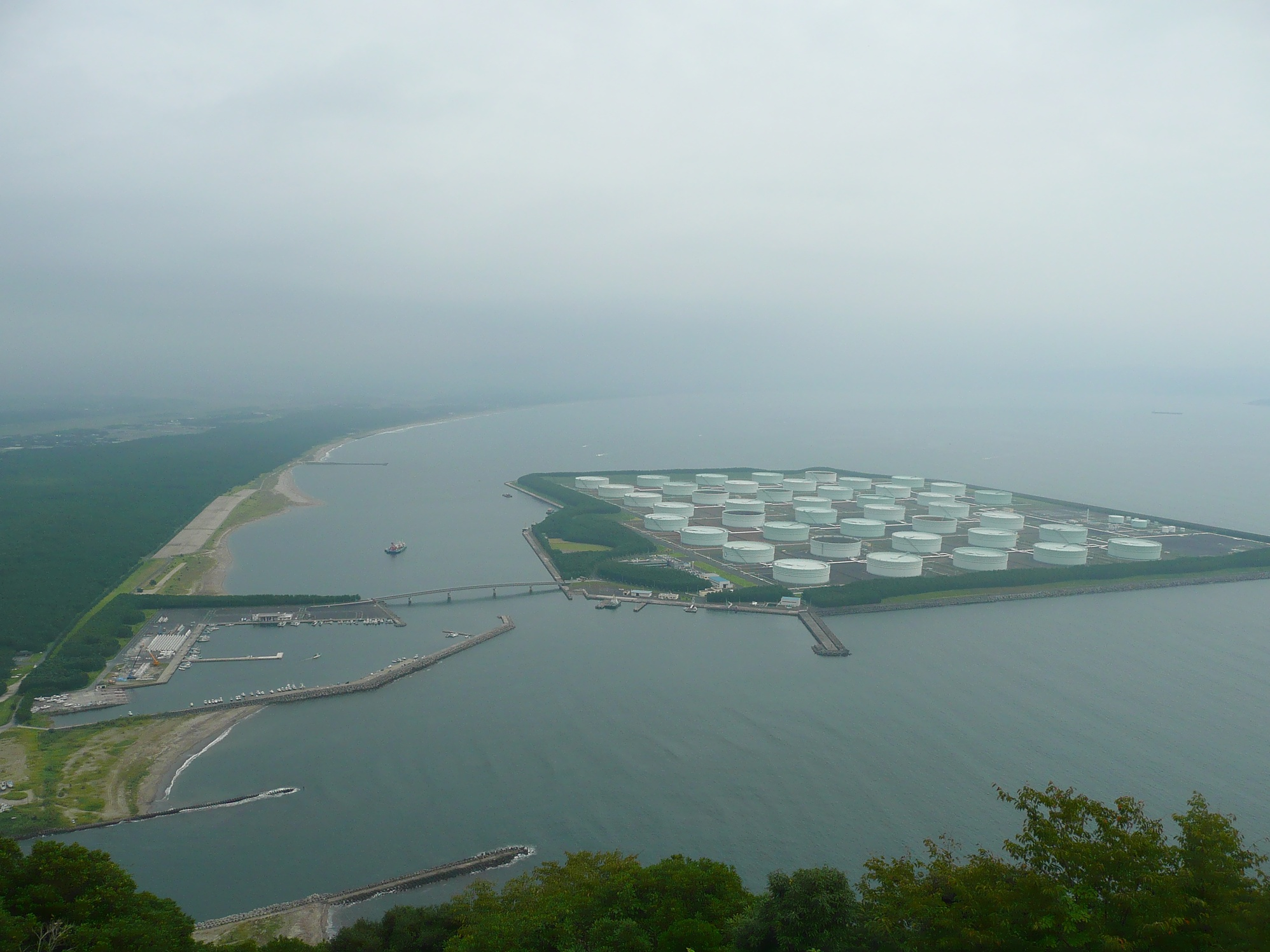
سایت انبار نفت شیبوشی (استان کاگوشیما، ژاپن)

ذخایر استراتژیک جهانی نفت (انگلیسی: Global strategic petroleum reserves) به میزان نفت خام موجود در مخازن روزمینی، که توسط دولت‌ها یا بخش خصوصی (شرکت‌های نفت و گاز) ذخیره و نگهداری می‌شود، اطلاق می‌گردد. این ذخایر استراتژیک اغلب با هدف حفاظت از اقتصاد و نیز حفظ امنیت ملی در هنگام وقوع بحران‌های انرژی، ذخیره‌سازی می‌شود. در ایالات متحده آمریکا بر پایه اطلاعات منتشر شده توسط اداره اطلاعات انرژی ایالات متحده، بطور میانگین ۴٫۱ میلیارد بشکه نفت خام در ذخایر استراتژیک این کشور نگهداری می‌شود که از این میزان، در حدود ۱٫۴ میلیارد بشکه، توسط دولت فدرال کنترل می‌شود و باقی‌مانده آن تحت مدیریت شرکت‌های نفتی می‌باشد.